# Taro Sugahara
Taro Sugahara (菅原 太郎 Sugahara Taro?), född 14 juni 1981 i Shiga prefektur, är en japansk fotbollsspelare.
Sugahara började sin karriär 2001 i Mirassol. Efter Mirassol spelade han för Kashiwa Reysol, Vissel Kobe, Sagan Tosu, Ehime FC, Zweigen Kanazawa, Grulla Morioka, Blaublitz Akita, Sony Sendai och Hoyo Oita. Han avslutade karriären 2014.